# 고이스루히토미와우쓰쿠시/야사시이키모치데
《코이스루히토미와우츠쿠시/야사시이기모치데》(일본어: 恋する瞳は美しい/やさしい気持ちで)는 슈퍼플라이가 2009년 7월 29일에 발매한 CD 싱글이다.

## 곡 목록
1. "恋する瞳は美しい" - 4:42
2. "やさしい気持ちで" - 4:07
3. "スキップ・ビート (Live From NHK Hall)" - 4:08
4. "Late For The Sky" - 5:34